# Janine De Greef
Janine Lambertine Angèle Marie De Greef (Etterbeek, 25 september 1925 – Brussel, 7 november 2020) was een Belgische verzetsstrijder tijdens de Tweede Wereldoorlog. Zij hielp 320 Britse en Amerikaanse militairen wier vliegtuig boven België was neergeschoten om te ontsnappen aan de Duitse bezetter.

## Biografie
Haar ouders, Fernand De Greef en de journaliste Elvire Berlemont ontvluchtten België bij de invasie van het Duits leger. Ze kwamen met hun kinderen Frederick en Janine terecht in het Zuid-Franse Anglet. Fernand De Greef werkte er als vertaler, terwijl moeder contacten opzette met het neutrale Spanje van de fascist Franco, aan de overkant van de Pyreneeën. Zo zette ze smokkelroutes over de bergen op die van nut bleken toen het gezin zich engageerde in de verzetsorganisatie Comète. Comète was in 1941 in Brussel opgericht door een 24-jarige verpleegster Andrée De Jongh. De Jongh was geïnspireerd door Edith Cavell, die in 1915 door de Duitse bezetters was geëxecuteerd. Zij had ontsnappingslijnen opgezet om soldaten te evacueren naar Nederland, dat in de Eerste Wereldoorlog neutraal was.
Janine De Greef viel, ondanks haar jeugdige leeftijd in de verzetsorganisatie Comète op door haar efficiëntie en koelbloedigheid. Brussel, Parijs en Bayonne waren de centra in het netwerk, met meer dan 2000 contactpersonen. Vader en zoon De Greef, actief in het centrum Bayonne, vervalsten de benodigde documenten terwijl moeder de logistiek organiseerde en Janine pakjes ophaalde in Parijs. Janine leerde de militairen de noodzakelijke woorden Frans en Duits aan en leerde hen fietsen. Ze drukte ze op het hart niet op te vallen en het kleingeld in hun zakken niet te laten rinkelen. Dat was immers geen Europese gewoonte. Abwehr en de Geheime Feldpolizei joegen op militairen en op hen die hen hielpen. 155 leden van Comète werden gefusilleerd terwijl Andrée de Jongh de hel van Ravensbrück kon overleven. Verraad en infiltratie was ook het lot van Comète. Toen de Gestapo Bayonne in het vizier nam, vluchtten Janine en Frederik naar Groot-Brittannië via Spanje.
Na de oorlog ontving Janine De Greef de Britse King's Medal for Courage in the Cause of Freedom, de Amerikaanse Medal of Freedom, evenals Belgische en Franse medailles voor haar werk in het verzet. Zij zal worden erkend als luitenant (Inlichtings- en Actie Agent).

## Comète en de BBC
Comète met Andrée De Jongh  en ook Janine De Greef bleven na de oorlog vooral in de Angelsaksische wereld tot de verbeelding spreken. Dat bleek in de televisieserie Secret Army uit de late jaren zeventig. Die is geïnspireerd op de geschiedenis van Comète en maakte zo’n diepe indruk dat de BBC er ook een nog succesrijkere parodie van kon maken: ‘Allo! ‘Allo!

## Geallieerde vliegers
De volgende 288 geallieerde vliegers maakten gebruik van deze ontsnappingslijn om naar Spanje te gaan:
| 1941 - James CROMAR - Bernard CONVILLE - Allan G. COWAN - Stefan TOMICKI - Michel KOWALSKI - John L. IVES - Hilary E. BIRK - Howard B. CARROLL - Jack L. NEWTON - Albert D. DAY - Gilbert T. COX - John W. HUTTON - Leonard A. WARBURTON 1942 - Thomas J. SIM - Norman J. HOGAN - James A. McCAiRNS - Lawrence W. CARR - Richard M. HORSLEY - Harold E. DE MONE - Leslie H. BAVEYSTOCK - Allan MILLS - Stanley E. KING - Ben W. NAYLOR - Edward SIADECKI - William R. GRIFFITHS - Reginald J. COLLINS - Benjamin F. GOLDSMITH - Waczan CZEKALSKI - Bernard F. EVANS - J. Bruneau ANGERS - Marian ZAWODNY - John H. WATSON - Joseph T. PACK - Peter WRIGHT - William J. NORFOLK - William MacFARLANE - Geoffrey SILVA - Arthur J. WHICHER - John A. MacLEAN - James M.L. GOLDIE - John T. BENNETT - Ronald E. PEARCE - J.B. BLACK - William R. ORNDORFF - Alfred A. BEBER - Jeffrey P.M. HAYDON - Ivan H. DAVIES - Cedric C. FOX - Arthur E. FAY - Errol G. PRICE - Thomas J. BROOM - Kazimierz ROWICKI - Anton WASIAK - Jack E. COPE - Ralph VAN DEN BOK - Edgar A. COSTELLO-BOWEN - Jack A. WINTERBOTTOM - Robert BROWN - Edward BRADSHAW - William S. O. RANDLE - Dalton (Derek) C. MOUNTS - Tadeusz J. FRANKOWSKI - Leonard C. PIPKIN - Léon O. PREVOT - Robert FROST - William H. LEDFORD - Edward T. HEAP - Philip G. R. FREBERG - Gordon H. MELLOR - Michael J. JOYCE - Lorne E. KROPF - Aleksei E. STADNIK - Rupert J. FULLER - Henry S. COOMBE-TENNANT - Albert S.B. ARKWRIGHT - Piotr K. PINCHOUKO - Jack L. GRIFFITHS - William McLEAN - William BRAZILL - Forrest D. HARTIN - Sydney P. SMITH - Herbert J. SPILLER | 1943 - Hawthorn D. REID - Jack E. WILLIAMS - Gilbert T. SCHOWALTER - John R. McKEE - John W. SPENCE - Sidney DEVERS - James B. CHASTER - Marc A.J. PIERRE - Jacques H. SCHLOESING - Thomas R. WILBY - John H. CURRY - Iva Lee FEGETTE - William A. WHITMAN - David A. SIBBALD - Robert W. LAWS - John R. WHITLEY - Gordon I. BROWNHILL - Bernard H. MARION - K.J. BOLTON - Gordon C. CROWTHER - Malcolm B. STRANGE - Maurice A.T. DAVIES - Maurice CESAR - Wilfred L. CANTER - Elmer E. McTAGGART - Raymond E. WALLS - Joseph E. WEMHEUER - Wallace I. LASHBROOK - Alfred MARTIN - Douglas C. HOEHN - John A.A.M. DAVID - Johan K. Bjørn RÆDER - Bill R. MURPHY - Bernard A. KOENIG - Robert E. BARCKLEY - Robert T. CONROY - R.D. WINDSOR - Tom J.E. HUNT - William AGUIAR - Thomas A.H. SLACK - William F. CROWE - Joseph M. HAGER - Lawrence G. DONALDSON - Douglas R. G. ELDRIDGE - Derek J. WEBB - Robert CLARKE - Vassily I. NIKRASOW - William G. BRINN - Denis C. FOSTER - John WHITE - Leroy A. FUNK - Bruno M. GALLERANI - John P. O'LEARY - Francis X. HARKINS - Roy A. HODGE - Edward KINSELLA - Archibald L. ROBERTSON - William Patrick MAHER - William G. BAILEY - Beverly G. GEYER - George W.H. DUFFEE - Edward A. BRIDGE - Elmer B. DUNGEY - Arthur T. BOWLBY - James C. ALISSON - George BAKER - William J. HOOKER - Joseph M. AQUINO - Charles A. BENNETT - Joseph J. WALTERS - Kenneth F. FAHNCKE - Clifford E. COLE - Roy F. CLAYTOR - Ford C. COWHERD - Roderick J. A. McLEOD - Peter B. SMITH - John F. BUICE - Norman FAIRFAX - James E. RAINSFORD - Oscar RAMSDEN - Arthur W. BEARD - William PALMER - Robert G.T. KELLOW - Mike FLESZAR | 1943 (vervolg) - Robert D. MUIR - William F. CATLEY - Leland G. JUDY - Albert T. DIMINNO - Harold T. STREET - Harold T. HUDSON - Arthur F. KELLETT - Frederick N. LAWRENCE - Herbert A. PENNY - Stanley H. MAY - James L. BERRY - John H.J. DIX - Jackson T. CLARY - Paul SHIPE - Ronald L. H. DENCH - William COOK - James D. McELROY - Andrzej J.W. CZERWINSKI - William TODD - Thomas C. SHAVER - Jarvis ALLEN - James CLARK - Henry P. SARNOW - Lorin F. DOUTHETT - Martin G. MINNICH - William R. HARTIGAN - Reginald W. CORNELIUS - Raymond DE PAPE - Robert W. METLEN - Harold T. SHEETS - Walter F. WALLINGTON - Ralph D. SMITH - William H. BOOTH - Reginald P. MANTLE - Kenneth L. RABSON - John L. CONNELL - Douglas G. WRIGHT - John E. GROUT - Lloyd E. FRAZER - Geoffrey E.A. MADGETT - Denny C. HORNSEY - Leon E. McDONALD - George P. GINEIKIS - James L. KENNEDY - George H. WARD - Harold L. POPE - Ronald C. MORLEY - Cyril W. PASSY - Donald O. MILLS - Edward J.C. JOHNSON - Robert S. CLEMENTS - Bronislaw MALINOWSKI - John HARKINS - Hank C. JOHNSON - George WATT - John J. MAIORCA - James M. ELLIOTT - John W. BURGIN - Raymond J. NUTTING - John K. JUSTICE - Carl L. SPICER - Carl N. SMITH - Archibald A. MELLOR - Clarence H. WITHERIDGE - Victor W. DAVIES - Harold E. NORRIS - William B. WHITLOW - Walter L. HOUSE - John T. ASHCRAFT - Thomas E. COMBS - Kenneth GARVEY - Thomas HESSELDEN - Lloyd A. STANFORD - Robert Z. GRIMES - Arthur J. HORNING - Jim F. BURCH - Stanley MUNNS - Thomas B. APPLEWHITE - Thelma B. WIGGINS - Elton F. KEVIL - Patrick LAMING († 2013) - Dwight A. FRY - Gerard F. LORNE - Noel N. PARKER | 1944 - Donald K. MacGILLIVRAY - Charles J. BILLOWS - Albert Ph. PEPPER - Nicholas J. MATICH - Andrew G. LINDSAY - Robert G. GILCHRIST - Stanley ALUKONIS - Ian W. COVINGTON - Fred T. WILLIAMS - Paul E. GREGORY - Raymond C. NIELD - Robert E. SHEEHAN - Frank D. HILL - Paul H. MAC CONNELL - Gary L. HINOTE - Steve KRAWCZYNSKI - Lloyd George WILSON - Jacob J. DALINSKY - William E.M. EDDY - William R. MATTSON - Leslie C. MORRISON - Albert BREWER - Henry J. DZWONKOWSKI - Robert F. WERNERSBACH - William WOLFF - Benjamin T. MARTIN - Abraham TEITEL - Ray P. REEVES - Julius D. MILLER - Claude R. LESLIE - Nelson CAMPBELL - William A. JACKS - Meyles A. SHEPPARD - Thomas H. HUBBARD - Donald K. WILLIS - Jack D. CORNETT - Leonard A. BARNES - Ronald T. EMENY |

Ook ruim 80 burgers mochten van deze ontsnappingslijn gebruikmaken, w.o. J J Greter uit Amersfoort, die bij de Slag om de Grebbeberg meevocht en in Londen deel uitmaakte van het kabinet van de koningin, en Dick Ramondt, die bij de RAF ging.